# Peguei um Ita no Norte
Peguei um Ita no norte é um samba-enredo composto por Demá Chagas, Arizão, Bala, Guaracy e Celso Trindade desenvolvido pelo carnavalesco Mário Borriello, com o qual a escola de samba Salgueiro conquistou, em 1993, seu penúltimo título no carnaval carioca. Também conhecido pelo nome Explode Coração - por causa do emblemático refrão "Explode coração! / Na maior felicidade! / É lindo o meu Salgueiro! / Contagiando, sacudindo essa cidade" - é reconhecido como um dos maiores sambas de todos os tempos.
Foi inspirada na canção "Peguei um Ita no Norte" (1945) de Dorival Caymmi, que narra a viagem costeira a bordo do vapor "Itapé" quando o compositor baiano migrou em 1938 para a o Rio de Janeiro, a então capital federal. Ita era o nome que se dava aos navios que faziam a navegação de cabotagem, entre o Norte e o Sul do Brasil. Essa denominação era usada porque a Companhia Nacional de Navegação Costeira dava nomes a suas embarcações sempre começando por "ita", pedra em tupi: Itaquatirara, Itapé, Itanajé, entre outros.
O sambista Neguinho da Beija-Flor chegou a declarar, em entrevista, que ao ouvir a apresentação, já sabia que a escola, mesmo tendo sido apenas a terceira a se apresentar, já havia ganho o carnaval daquele ano.